# William Poole
William Poole, född i juli 1821 i Sussex County i New Jersey, död 8 mars 1855, även känd som Bill the Butcher, var medlem av New York-gänget the Bowery Boys, handsklös boxare och ledare för den politiska rörelsen Knownothings.
I filmen Gangs of New York har rollfiguren Bill the Butcher (spelad av Daniel Day-Lewis) inspirerats av William Poole.